# Châtelneuf (Loira)
 Châtelneuf  es una población y comuna francesa, situada en la región de Auvernia-Ródano-Alpes, departamento de Loira, en el distrito de Montbrison y cantón de Saint-Georges-en-Couzan.

## Demografía
| 220 | 209 | 195 | 209 | 240 | 259 |
| Para los censos de 1962 a 1999 la población legal corresponde a la población sin duplicidades (Fuente: INSEE [Consultar]) |     |     |     |     |     |